# Primarijus
Primarijus (lat. primus - prvi, kratica: prim.) najviši je profesionalni naslov koji liječnička zajednica neke države dodjeljuje iskusnim liječnicima specijalistima.
U prošlosti su naslov primarijusa nosili pojedini liječnici u velikim bolnicama koji su zahvaljujući svojem znanju, iskustvu i doprinosima bili predvodnici klinika, sanatorija, odjela, odnosno službi. 

## Hrvatska
U Republici Hrvatskoj su uvjeti za stjecanje naziva primarijusa:
- 10 godina rada u svojstvu specijalista
- objavljeni znanstveni i stručni radovi
- uspješni rezultati na stručnom uzdizanju zdravstvenih radnika

O priznavanju naziva odlučuje povjerenstvo koje imenuje ministar zdravstva iz redova medicinskog i dentološkog fakulteta i istaknutih medicinskih i dentoloških stručnjaka.